# Greg Abbott
Pour les articles homonymes, voir Abbott.
Gregory Wayne Abbott, dit Greg Abbott, né le 13 novembre 1957 à Wichita Falls (Texas), est un avocat et homme politique américain, membre du Parti républicain et gouverneur du Texas depuis 2015. Première personne paraplégique à occuper la fonction, il est auparavant procureur général du Texas entre 2002 et 2015.

## Biographie

### Jeunesse et études
Greg Abbott grandit à Longview et Duncanville. Diplômé d'un baccalauréat en administration des affaires de l'université du Texas à Austin en 1981 et d'un Juris Doctor de l'université Vanderbilt à Nashville, dans le Tennessee, en 1984. Le 14 juillet de cette même année, Greg Abbott devient paraplégique lorsqu’un arbre lui tombe dessus pendant qu'il court dans la rue. Il exerce par la suite au sein du cabinet d'avocats Butler and Binion.

### Procureur général du Texas
Élu à la Cour suprême du Texas (en) de 1996 à 2001, il succède à John Cornyn, entrant au Sénat des États-Unis, en tant que procureur général du Texas en 2002. Il est réélu en 2006 et 2010. Sous sa direction, le Texas est l'État faisant le plus de procès au gouvernement fédéral à partir de l'investiture de Barack Obama à la présidence.

### Gouverneur du Texas

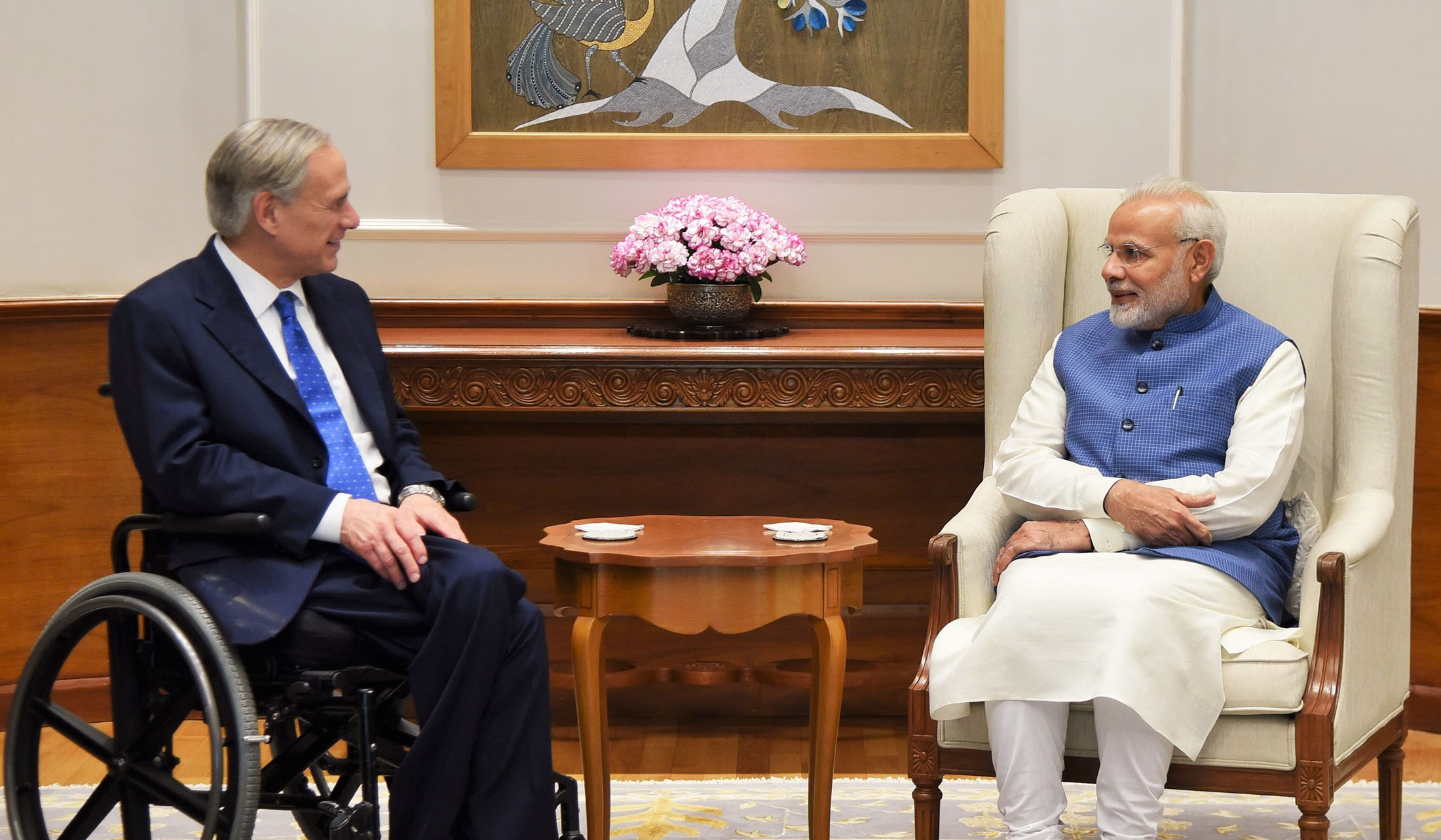
Greg Abbott en visite à New Delhi en 2018, avec le Premier ministre indien Narendra Modi.

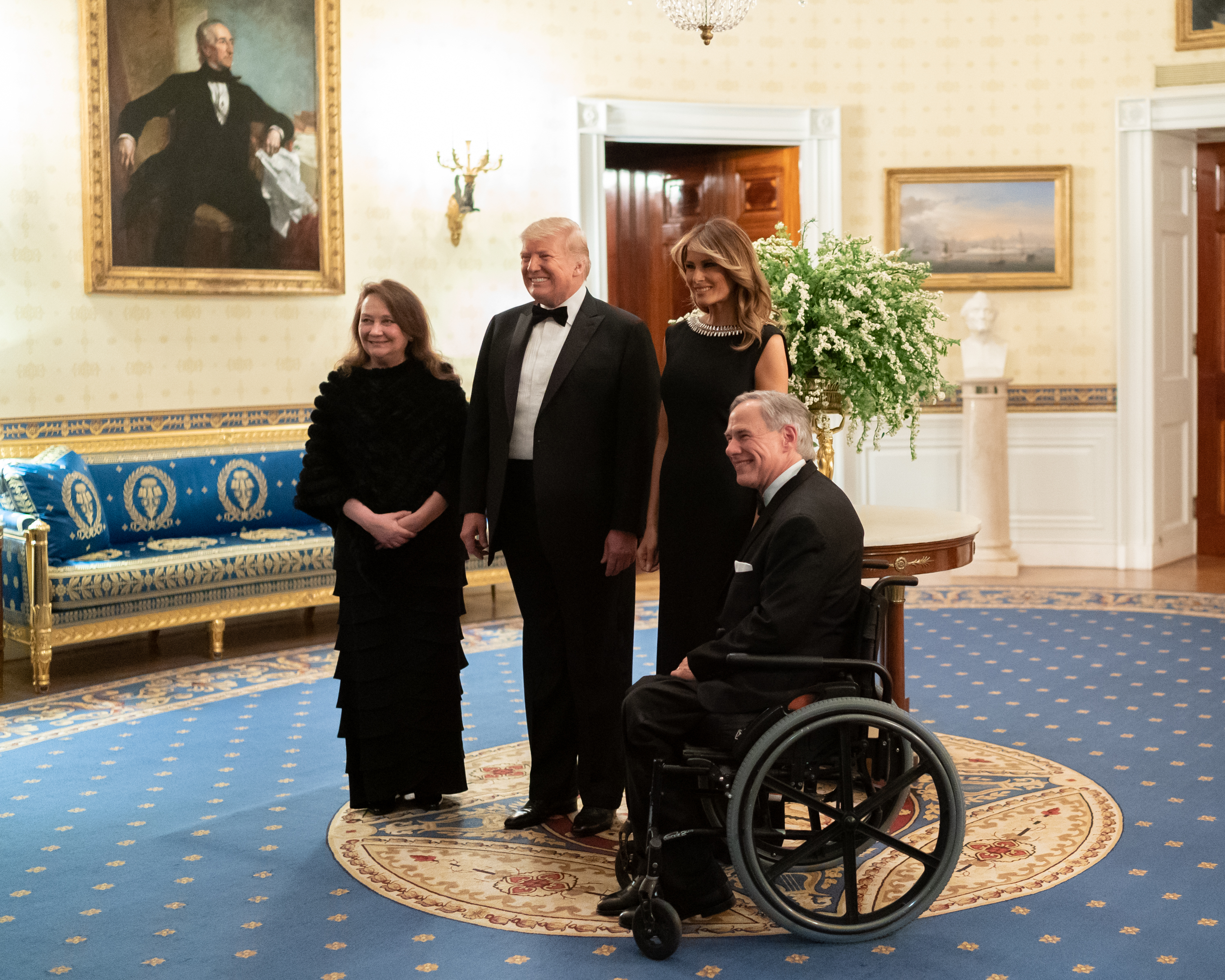
Greg et Cecilia Abbott reçus par le président Donald Trump et la Première dame Melania Trump à la Maison-Blanche, en 2020.

Lors des élections de 2014, il est élu face à la candidate du Parti démocrate, Wendy Davis, avec 59,3 % des voix contre 38,9 %. Il succède à Rick Perry, qui ne se représente pas à un troisième mandat complet, prenant ses fonctions le 20 janvier 2015 et devenant ainsi la troisième personne paraplégique à occuper la fonction de gouverneur dans un État des États-Unis, après Franklin Delano Roosevelt et George Wallace.
Fin avril 2015, à la suite de théories du complot persistantes laissant entendre que l'exercice militaire Jade Helm 15 organisé par l'armée américaine au Texas est en réalité la couverture d'un coup d'État devant permettre à Barack Obama d'imposer la loi martiale dans l'État, il demande à la Garde d'État du Texas de surveiller les forces spéciales lors de leurs manœuvres. Pour se justifier face à des critiques venant de tous les bords politiques, également de son propre parti, il explique qu'il « est important que les Texans sachent que leur sécurité, leurs droits constitutionnels, leurs droits en tant que propriétaires et leurs libertés civiles ne seront pas enfreints »,.
Lors des élections de 2018, l'État bénéficiant d'une bonne croissance économique, Abbott est réélu gouverneur face à l'ancienne shérif du comté de Dallas, Lupe Valdez (en), avec une marge moins grande que quatre ans auparavant mais toutefois confortable — 55,8 % contre 42,5 % — .

#### Pandémie de Covid-19
L'aile droite du Parti républicain le condamne fermement lorsqu'il impose un mandat pour le port du masque dans les lieux publics lors de la pandémie de Covid-19 dans les comtés avec plus de 20 cas, parlant de violation des libertés individuelles. Il est également critiqué pour son impréparation lors de la vague de froid de février 2021, le système énergétique de l’État étant incapable de faire face à la crise, laissant des centaines de milliers de foyers sans approvisionnement en eau et en électricité.
Le 11 octobre 2021, Greg Abbott interdit à toutes les entités texanes, privées comme publiques, d'imposer le vaccin contre la Covid-19.

#### Lutte contre l’immigration
Il déclare en juin 2021 vouloir reprendre la construction d'un mur anti-migrants à la frontière mexicaine. Il annonce également une série de mesures de renforcement des moyens policiers pour l'arrestation de migrants.
Fin 2023, il se félicite d'avoir envoyé depuis le Texas des dizaines de milliers de migrants dans des villes démocrates comme New York et Washington. Le Figaro Magazine explique le but de l'opération débutée un an plus tôt : « Exporter au cœur des grandes villes de la côte Est, bastions démocrates, la crise migratoire que subissent les États du Sud ».

#### Libéralisation du port d'armes
Il autorise en 2021 le port d'une arme à feu dans les lieux publics, et ce sans permis,. Après la tuerie d'Uvalde au Texas le 24 mai 2022, il est pris à partie en pleine conférence de presse par son adversaire démocrate, Beto O'Rourke, qui l'en rend responsable

#### Restriction du droit à l'avortement
Il signe en 2017 une loi excluant la prise en charge des avortements de toutes les assurances maladie au Texas sauf mention explicite contraire.
En mai 2021, il signe un projet de loi anti-avortement, et en septembre 2021 il fait entrer en application cette loi dite Texas heartbeat act, considérée comme la plus extrême du pays en matière de lutte contre l'avortement. Non seulement les médecins n'ont presque plus le droit de le pratiquer (tout avortement après la sixième semaine de grossesse, y compris faisant suite à un viol ou d'un inceste, est interdit sauf si la vie de la mère est en danger), mais la loi, plutôt que de demander aux autorités de la faire respecter, le demande exclusivement aux citoyens : ces derniers sont encouragés à porter plainte au civil contre les organisations ou les personnes qui aideraient une femme ou des femmes à avorter, et recevront 10 000 dollars de « dédommagement » en cas de condamnation. Des formulaires ont rapidement été créés sur internet pour aussi faciliter la délation en déposant des « informations anonymes ». La Cour suprême américaine (remaniée par Donald Trump pour y installer une majorité conservatrice), saisie par plusieurs associations pro-avortement, n'a pas souhaité bloquer la mise en œuvre de cette loi texane, mais sans se prononcer sur le fond, estimant que la constitutionnalité de la loi soulève des « questions de procédure complexes et nouvelles »,.

#### Éducation
Il demande en 2021 aux responsables du système éducatif de l’État de traquer les livres au « contenu pornographique et obscène » et de les retirer des bibliothèques, ce qui viserait principalement les ouvrages traitant de l’homosexualité. Une loi encadrant l'évocation du racisme dans les enseignements universitaires est par ailleurs adoptée et une liste de 850 ouvrages à éviter, parmi lesquels ceux de Martin Luther King, est établie,.

#### Droit du travail
Greg Abbott signe à la mi-juin 2023 une loi limitant la possibilité pour les villes et comtés d'adopter des lois pour la protection des travailleurs. En particulier, la loi annule les lois votées par certaines villes du Texas comme Dallas ou Austin qui rendaient obligatoire une pause de 10 minutes toutes les 4 heures pour les ouvriers du bâtiment quand il fait très chaud. La loi doit entrer en vigueur en septembre 2023. Les employeurs pourront dorénavant encore instaurer volontairement ces pauses, mais rien ne les y obligerait,.

#### Golfe du Texas
Le 8 janvier 2025, après l'annonce de Donald Trump concernant le changement de nom du golfe du Mexique en golfe d'Amérique, Greg Abbott ironise en republiant sur son compte X une photo du golfe du Mexique avec le nom « Golfe du Texas » en grosses lettres blanches et en commentant « Si nous devons renommer les choses… voici ce qu'il faut faire. »,.
Cette pointe d'humour fait écho à celle de la présidente du Mexique Claudia Sheinbaum qui, le même jour, avait suggéré en plaisantant que l'Amérique du Nord, y compris les États-Unis, soit renommée « Amérique mexicaine », un nom historique utilisé sur une ancienne carte datant de 1607,,,.

### Redécoupage des cartes de la Chambre des représentants des États-Unis
Greg Abbott demande en août 2025, à la plus haute cour de l'État du Texas, de démettre de ses fonctions le leader démocrate de la Chambre des représentants, afin de mettre fin à l'opposition qui bloque le redécoupage des cartes de la Chambre des représentants des États-Unis, demandé par le président Donald Trump.